# آیین اوملانگا

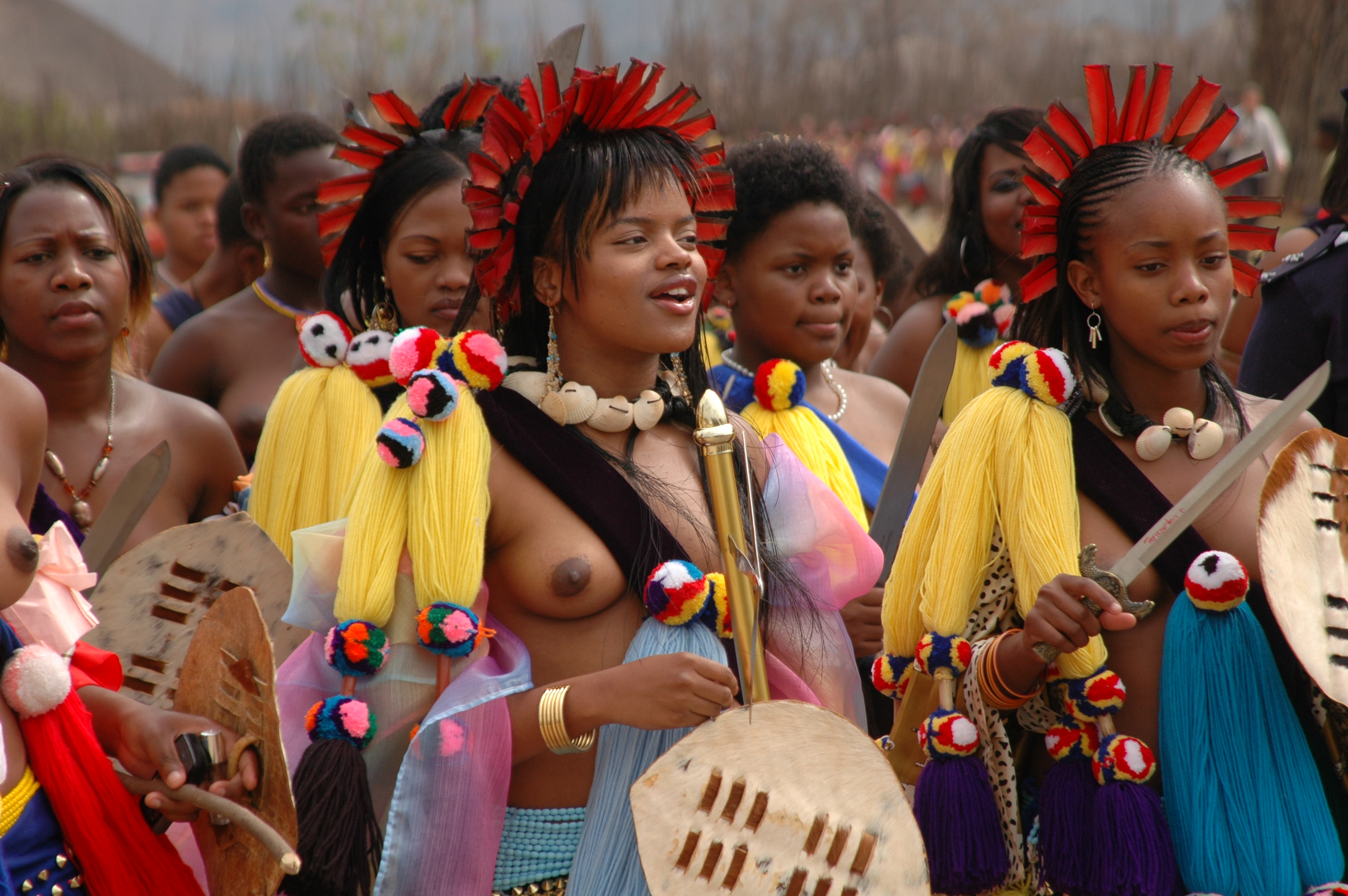
شاهزاده سیخانیئیسو (شاهزاده سوازیلند) در حال رقص در آیین اوملانگا

آیین اوملانگا یا رقص نِی جشنواره‌ای است که اقوام سوازی و زولو در سوازیلند و آفریقای جنوبی هر سال در ماه آگوست یا سپتامبر برگزار می‌کنند. در سوازیلند دختران و زنان مجردی که بچه ندارند از نقاط مختلف این کشور به شهر لودزیدزینی می‌روند تا در این آیین هشت روزه شرکت کنند.خانواده دخترانی که خارج از ازدواج باردار هستند باید یک گاو را به عنوان مجازات بدهند.
جشن نی یک سنت برای ترویج باکرگی و احترام به زنان جوان است.

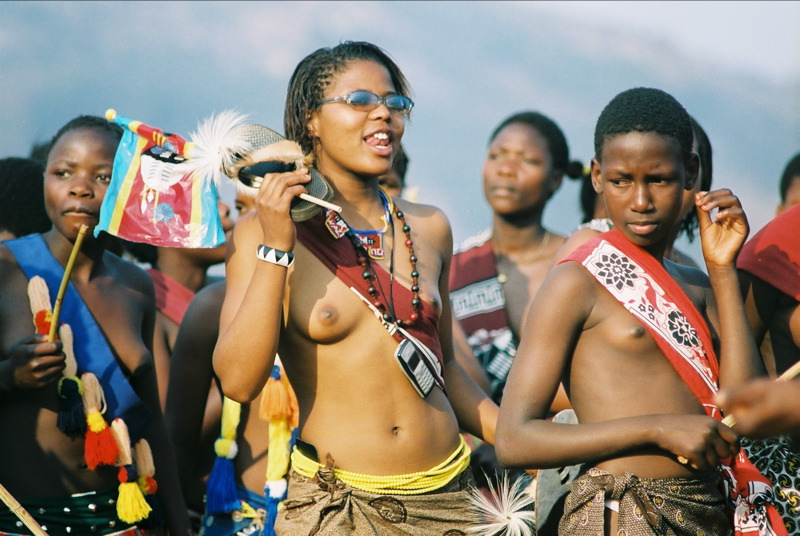
اوملانگا

## تاریخ
اوملانگا در دهه 1940 Eswatini تحت حکومت سبهوزای دوم ساخته شد و اقتباسی از مراسم بسیار قدیمی تر Umchwasho است. رقص نی همچنان در اسواتینی تمرین می‌شود. در آفریقای جنوبی، رقص نی در سال ۱۹۹۱ توسط Goodwill Zwelithini، پادشاه سابق زولوها معرفی شد. این رقص در آفریقای جنوبی در Nongoma، کرال سلطنتی پادشاه زولو برگزار می‌شود.

## ریشه
معنای اصلی این جشن سنتی در واقع تشویق زنان جوان به حفظ پاکدامنی، یعنی دوری از رابطه جنسی قبل از ازدواج، قبل از بلوغ کافی برای ازدواج بود. در عین حال، دختران باید قبل از اجرای رسمی رقص، برقراری ارتباط و همکاری با دیگران و مهارت‌های ارتباطی را با آمادگی زیاد بهبود بخشند تا بتوانند برای زندگی زناشویی مناسب تر باشند و هر گونه اختلاف یا درگیری را با موفقیت حل کنند. در زندگی زناشویی در آینده بوجود می‌آیند. همچنین زنان مسن‌تری نیز در اردوگاه‌های کاری وجود دارند که راه‌حل‌های صحیح برای مشکلاتی که ممکن است در زندگی زناشویی پیش بیاید را آموزش می‌دهند.

## جشن‌ها
این تعطیلات هشت روز طول می‌کشد، در روز اول زنان به صورت گروهی به دهکده سلطنتی لودزیدزینی می‌رسند. در طول سه روز آینده، آنها به دو گروه سنی - بزرگتر (۱۴–۲۲ سال) و جوان (۸–۱۳ سال) تقسیم می‌شوند. سپس به نی زارهای چند کیلومتری می‌روند و در آنجا هر زن با چاقوی بلند ۱۰–۲۰ گیاه را می‌کند و می‌بندد و به لودزیدزینیا می‌آورد. روز پنجم زمان تهیه لباس رقص و تزیین مو است. در روزهای ششم و هفتم، زنان به صورت دسته جمعی وارد میدان می‌شوند و هر کدام به رقص و آواز متفاوت می‌پردازند. در روز هشتم آخر، پادشاه دستور می‌دهد ده‌ها گاو را ذبح کنند، زنان گوشت را تقسیم کرده و به خانه بازمی‌گردند.
پادشاه مسواتی سوم از سوازیلند حق دارد همسر جدید خود را از بین شرکت کنندگان انتخاب کند.
اعضای خانواده سلطنتی در موهای خود پرهای قرمز می‌پوشند. بسیاری از دختران مشعل حمل می‌کنند، یعنی شب‌ها نی جمع می‌کردند.

## آماده‌سازی

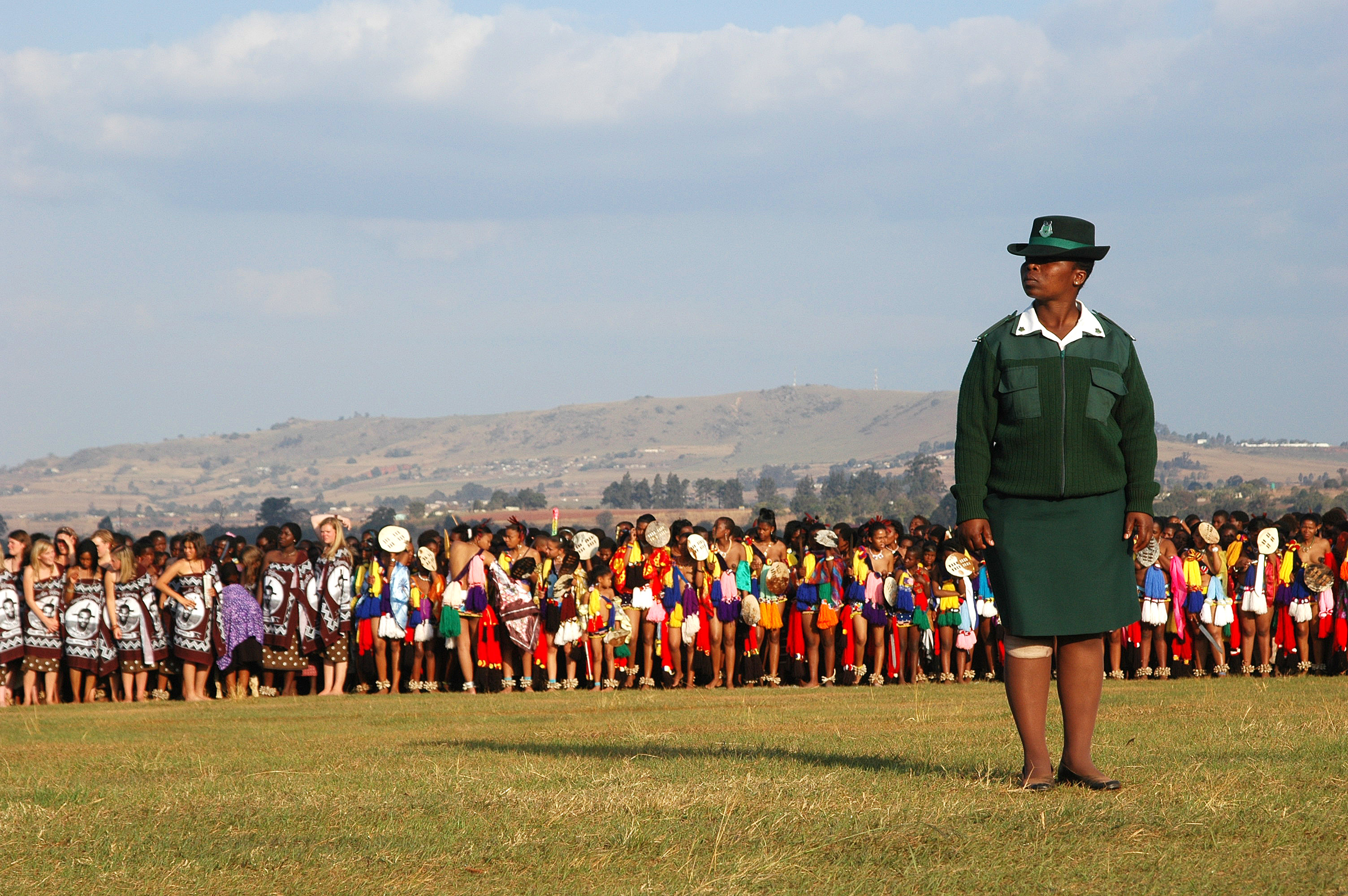
مراسم رقص نی سال ۲۰۰۶ میلادی در لوبامبا.

تاریخ برگزاری مراسم با نگاه کردن به مراحل ماه تعیین می‌شود. هنگامی که ماه به مرحله کامل می‌رسد، مراسم آغاز می‌شود. آماده‌سازی‌ها همچنین شامل یافتن مکان‌هایی که این دختران جوان در آنجا بخوابند و وعده‌های غذایی سالم می‌آورند، سازمان‌دهی حمل‌ونقل از مکان‌های مربوطه خود به کرال سلطنتی است. از سطح ذینفعان، ذینفع چهار مرد مورد اعتماد را انتخاب می‌کند که گروه جوان دختران آن ذینفع را رهبری می‌کنند. اگر شرایط اضطراری پیش بیاید، دو نفر از مردانی که این دختران را همراهی می‌کنند، آنها را به خانه هدایت می‌کنند تا وضعیت را گزارش کنند. از همان روزهای اول، دختران شروع به تمرین آهنگ‌های سنتی و رقص‌های سنتی می‌کنند.

## جنجال برهنگی
ویدیوهای رقص نی زمانی توسط YouTube به عنوان محتوای دارای محدودیت سنی طبقه‌بندی می‌شدند که باعث خشم کاربرانی شد که آنها را آپلود کرده بودند. این شامل Lazi Dlamini، رئیس TV Yabantu، یک شرکت تولید ویدیوی آنلاین است که هدف آن تولید محتوایی است که «از ارزش‌های آفریقایی محافظت، حفظ و احیا می‌کند». دلامینی با همکاری با بیش از ۲۰۰ گروه فرهنگی در سراسر کشور و در همسایگی اشواتینی، مجموعه ای از اعتراضات را علیه گوگل ترتیب داد تا آنها را مجبور کند در موقعیت خود تجدید نظر کنند. یوتیوب عذرخواهی کرد و اجازه نمایش ویدیوهای سنتی آفریقایی واقعی را داد. به گفته یکی از نمایندگان این شرکت، آنها این محدودیت را لغو کردند، زیرا این سیاست گوگل نیست که «برهنگی را در مواردی که از نظر فرهنگی یا سنتی مناسب است محدود کند».

## تغییرات مدرن
در زمان‌های گذشته، دختران عادت داشتند بیرون در فضای باز بخوابند. امروز در چادر می‌خوابند. امروزه آنها را به جای پیاده‌روی طولانی و حمل نی با کامیون حمل می‌کنند. میکروفون برای شروع آهنگ‌ها و اعلام اینکه کدام آهنگ خوانده خواهد شد استفاده می‌شود. اکنون از اینترنت، رسانه‌های اجتماعی، ایستگاه‌های رادیویی و کانال‌های تلویزیونی برای اعلام تاریخ شروع مراسم استفاده می‌شود.

## نگارخانه

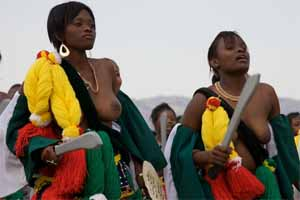
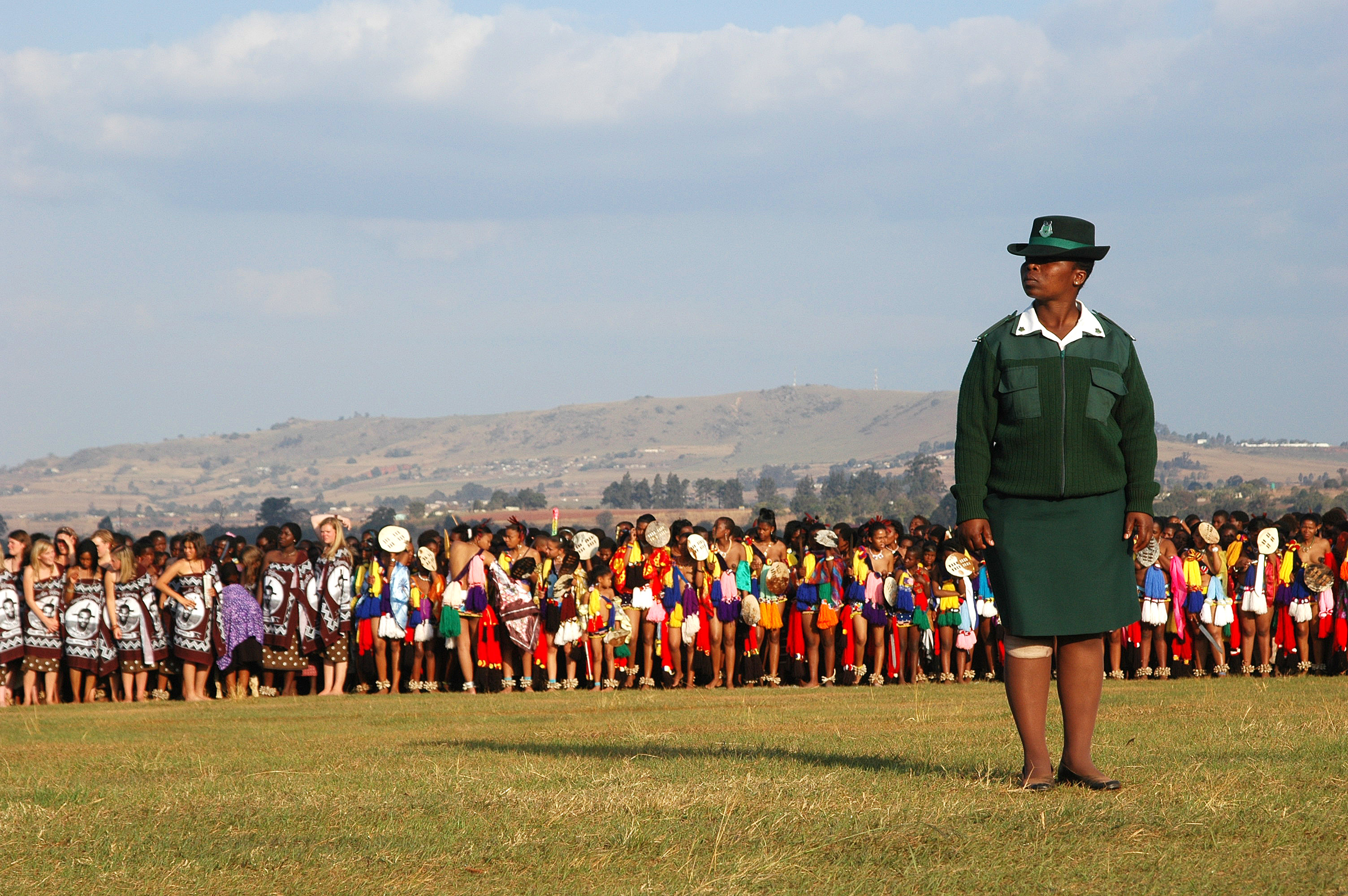
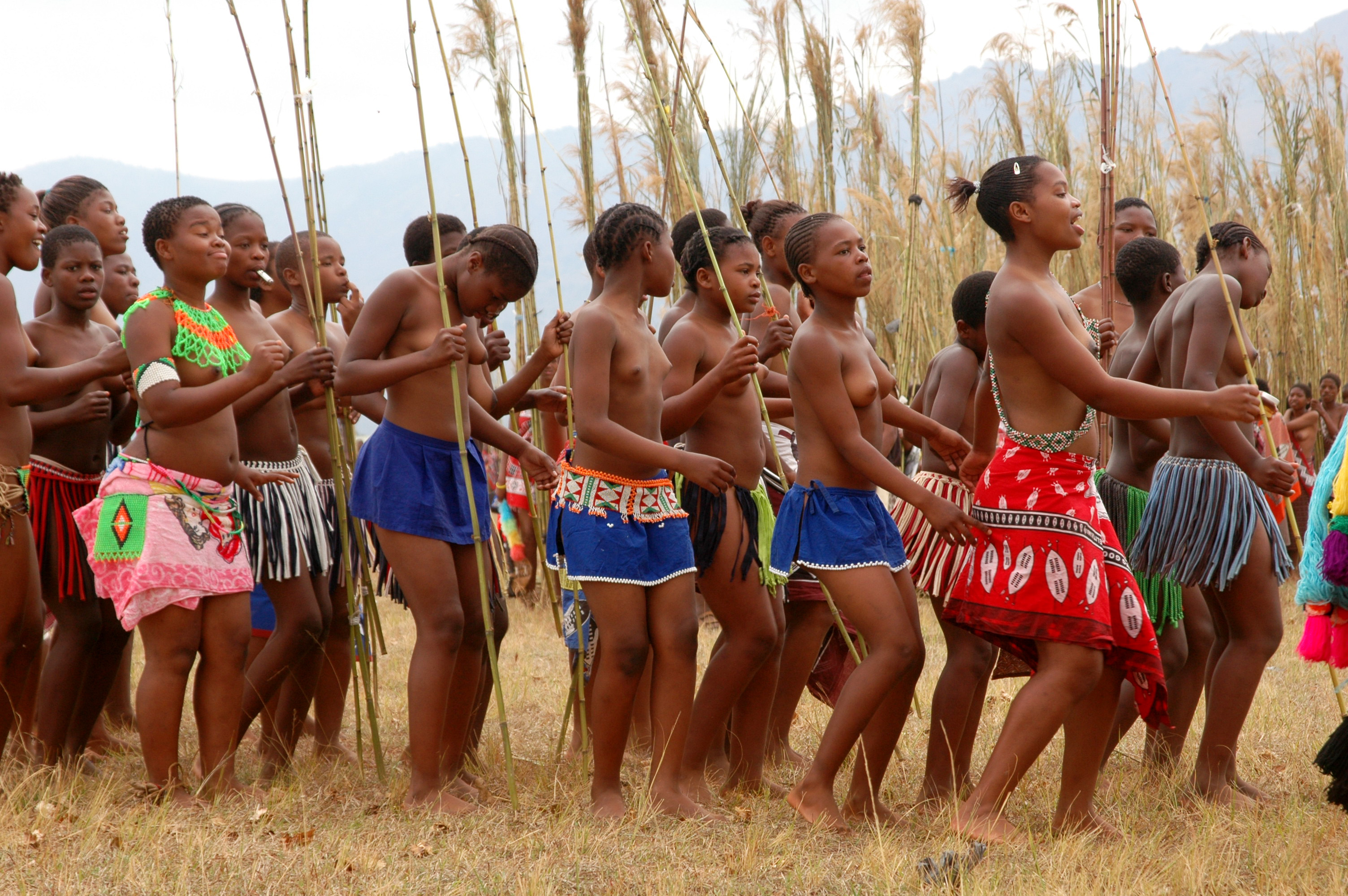
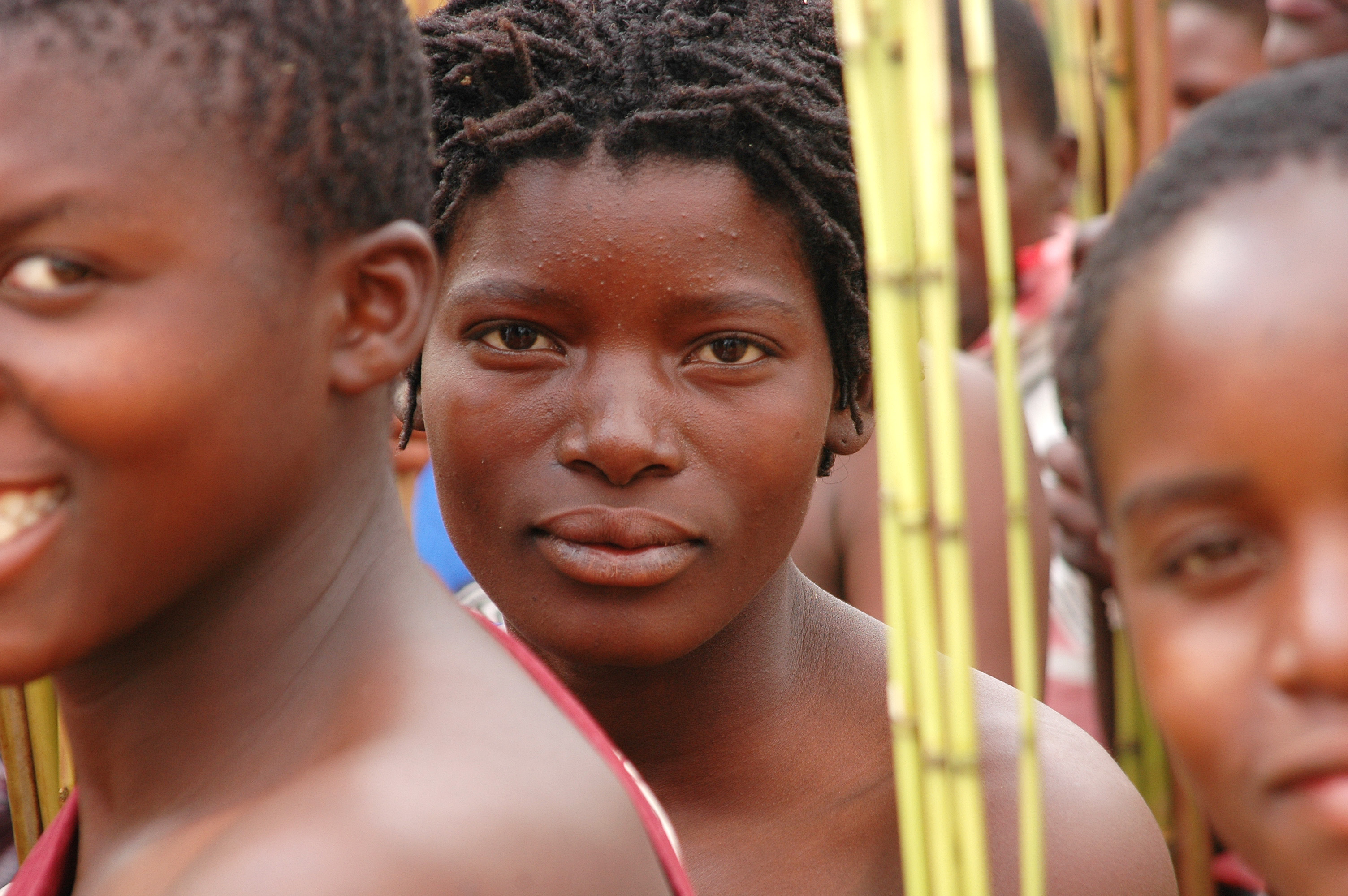
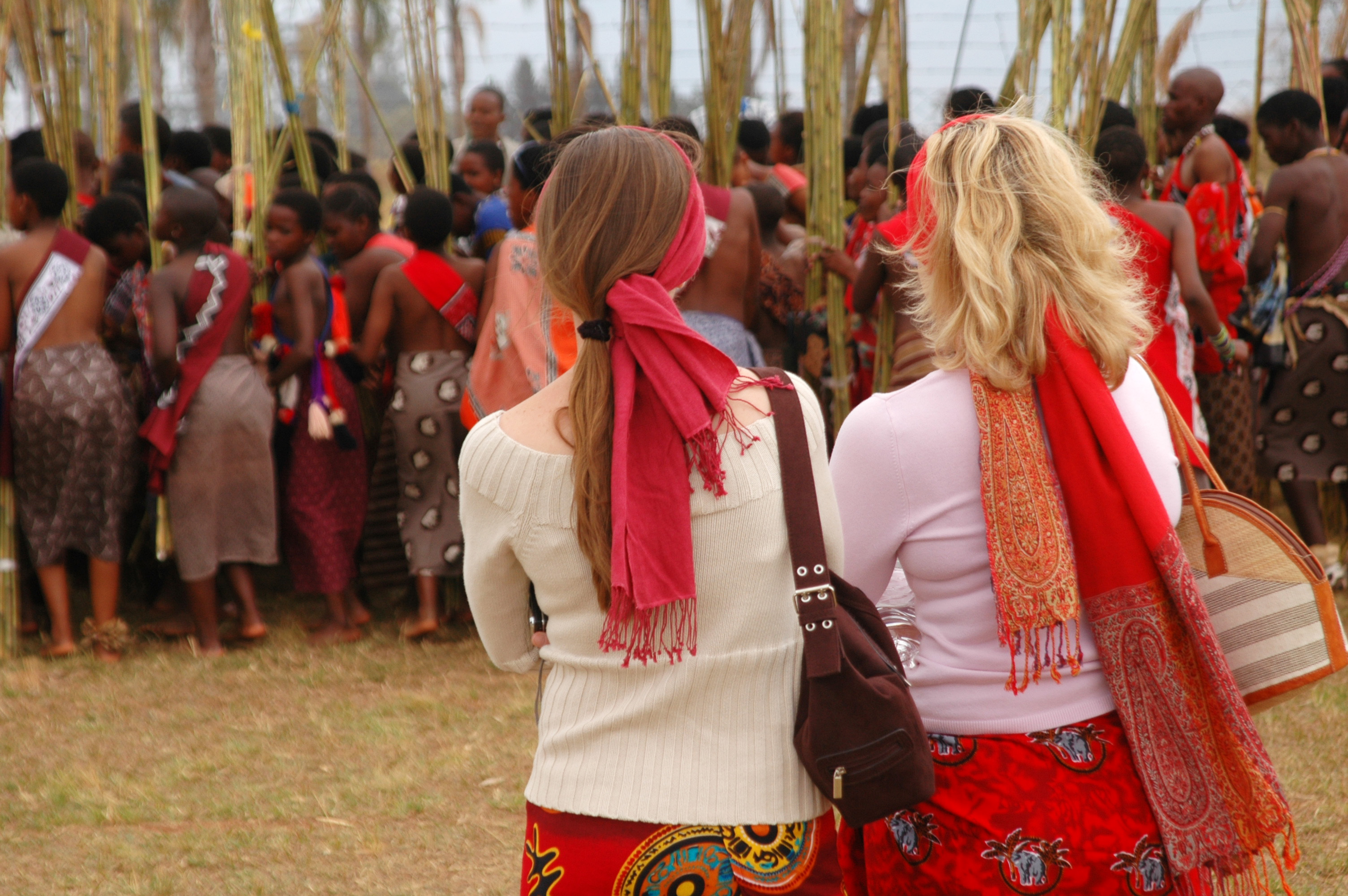
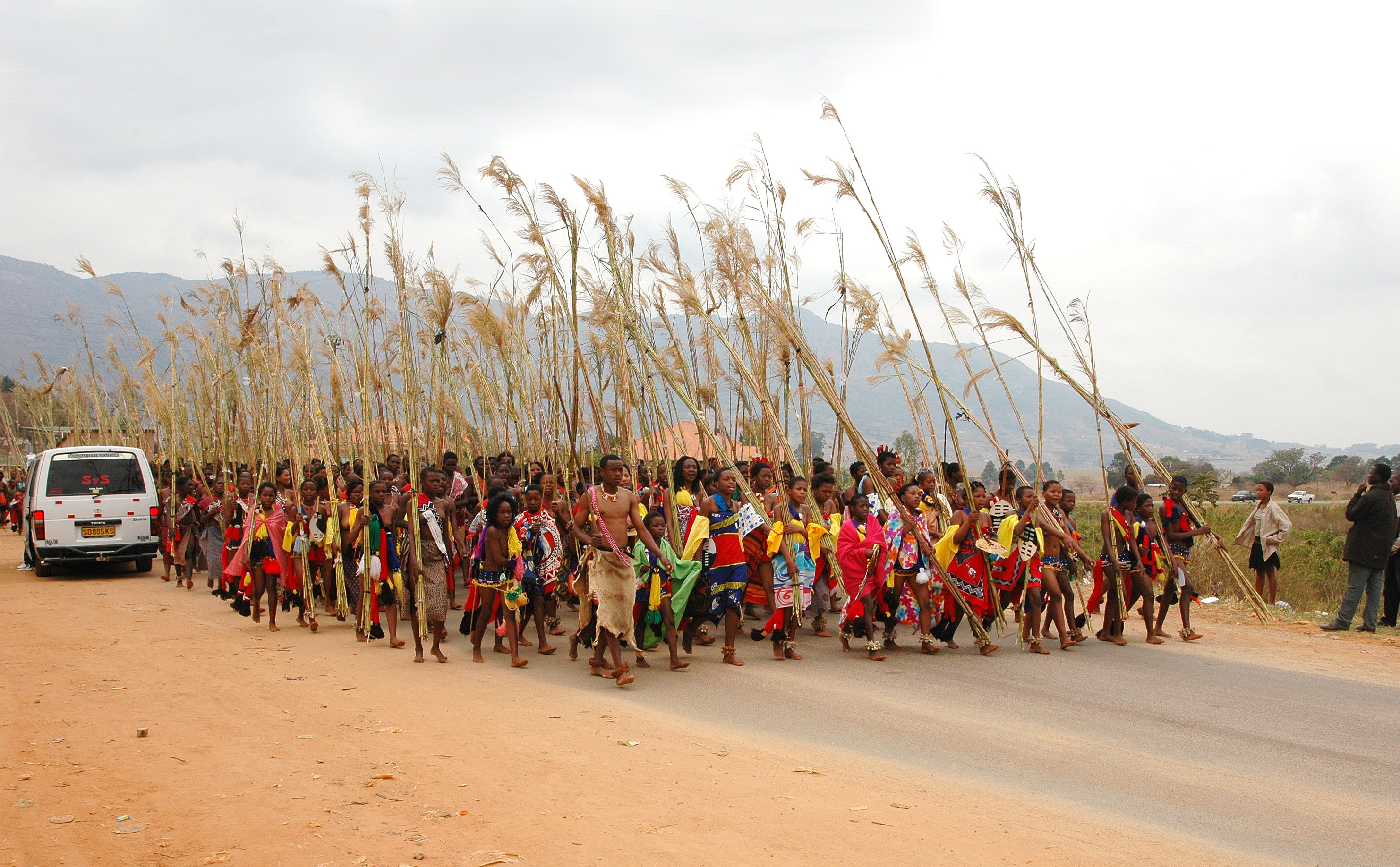